# Warren Barguil
Warren Barguil (Hennebont, Morbihan, Bretanya, 28 d'octubre de 1991) és un ciclista francès, professional des del 2013. Actualment corre a l'equip DSM–Fireminch PostNL. En el seu palmarès destaca la victòria al Tour de l'Avenir de 2012, dues etapes de la Volta a Espanya de 2013 i dues al Tour de França de 2017. És campió de França en ruta el 2019.

## Biografia
Campió de França júnior el 2009, fou fitxat per l'equip amateur AC Lanester 56. Les seves actuacions destacades començaren el 2011 quan aconseguí classificar-se en 10a posició al Tour de l'Ain i guanyar una etapa al Tour de l'Avenir, cursa que acabà en cinquena posició final. Des d'agost de 2011 tingué la possibilitat d'entrar com a ciclista en proves a l'equip professional Bretagne-Schuller, però va preferir continuar com a amateur el 2012 per acumular experiència, fitxant pel CC Étupes.
El 2012 aconseguí uns grans resultats, en guanyar el Tour de l'Avenir, acabar segon al Tour del País de Savoia i la París-Tours sub-23 i tercer al Tour d'Alsàcia. A mitjan 2012 fitxà per l'Argos-Shimano de cara al 2013, tot i que a partir d'agost passà a córrer amb ells com a aprenent.
Barguil debutà com a professional el gener del 2013 al Gran Premi d'Obertura La Marseillaise, n va finalitzar en 8a posició. Problemes de salut van dificultar el primer tram de la temporada, però a final d'estiu va poder prendre part en la seva primera gran volta, la Volta a Espanya, on tingué un paper molt rellevant en guanyar dues etapes.

## Palmarès
- 2009
  -  Campió de França júnior
- 2011
  - Vencedor d'una etapa al Tour de l'Avenir
- 2012
  - 1r al Tour de l'Avenir, vencedor d'una etapa. 1r de la classificació dels punts i de la muntanya
  - Vencedor d'una etapa al Tour del País de Savoia
- 2013
  - Vencedor de dues etapes a la Volta a Espanya
- 2017
  - Vencedor de dues etapes al Tour de França.  1r del Gran Premi de la Muntanya  Premi de la combativitat
- 2019
  -  Campió de França en ruta
- 2021
  - 1r al Tour del Llemosí
- 2022
  - 1r al Gran Premi Miguel Indurain
  - Vencedor d'una etapa a la Tirrena-Adriàtica

### Resultats a la Volta a Espanya
- 2013. 38è de la classificació general. Vencedor de 2 etapes
- 2014. 8è de la classificació general
- 2016. Abandona (3a etapa)
- 2017. No surt (8a etapa)

### Resultats al Tour de França
- 2015. 14è de la classificació general
- 2016. 23è de la classificació general
- 2017. 10è de la classificació general. Vencedor de 2 etapes.  1r del Gran Premi de la Muntanya  Premi de la combativitat
- 2018. 17è de la classificació general
- 2019. 10è de la classificació general
- 2020. 14è de la classificació general
- 2021. No surt (14a etapa)
- 2022. No surt (13a etapa)
- 2023. 22è de la classificació general

### Resultats al Giro d'Itàlia
- 2023. 17è de la classificació general